# Sophie Thompson

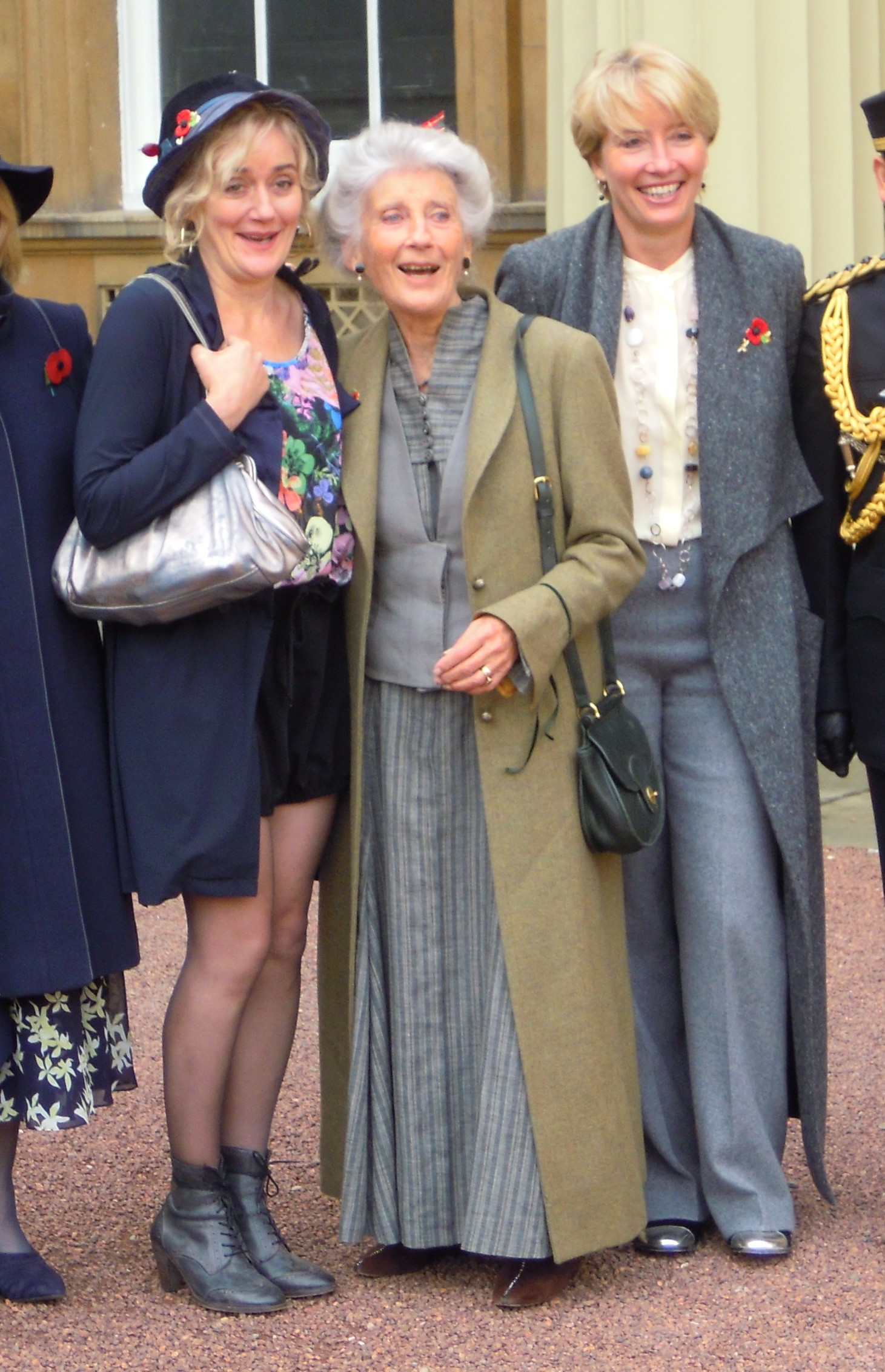
Sophie Thompson (z lewej) ze swoją matką Phyllidą Law i siostrą Emmą

Sophie Care Thompson (ur. 20 stycznia 1962 w Londynie) – angielska aktorka, córka pary aktorskiej Phyllidy Law i Erica Thompsona, młodsza siostra aktorki Emmy Thompson. Znana z ról w filmach: Cztery wesela i pogrzeb (1994), Emma (1996), Gosford Park (2001) oraz Harry Potter i Insygnia Śmierci (2010). 

## Życiorys
Zadebiutowała w telewizji BBC w wieku 15 lat w miniserialu A Traveller in Time, adaptacji książki Alison Uttley. Ukończyła Bristol Old Vic Theatre School. 
W 1999 zdobyła nagrodę Laurence Olivier Award dla najlepszej aktorki w musicalu za występ w sztuce Into the Woods. Ponadto była pięciokrotnie nominowana do tej nagrody za inne występy.
Jest ambasadorką fundacji Dan's Fund For Burns, wspierającej osoby poparzone w wypadkach.

### Życie osobiste
W 1995 poślubiła aktora Richarda Lumsdena, para rozstała się w 2015. Mają dwóch synów.
Jej matka, Phyllida Law oraz siostra Emma Thompson również są aktorkami.

## Filmografia w wyborze
- Cztery wesela i pogrzeb (1994)
- Perswazje (1995)
- Emma (1996)
- Taniec ulotnych marzeń (1998)
- Związki rodzinne (2000)
- Gosford Park (2001)
- Nicholas Nickleby (2002)
- Fat Slags (2004)
- Morderstwa w Midsomer (2006)
- EastEnders (2006-2007)
- Doktor Martin (2009)
- Jedz, módl się, kochaj (2010)
- Harry Potter i Insygnia Śmierci (2010)
- Coronation Street (2018)
- Sex Education (2021)

## Wydane książki
Opublikowała książkę kucharską oraz dwie książki dla dzieci
- My Family Kitchen, Faber, 2015
- Zoo Boy, Faber, 2016
- Zoo boy & the Jewel Thieves, Faber.